# Privilegium Maius
«Большая привилегия» (лат. Privilegium Maius) — сборник фальшивых писем и указов императоров Римской и Священной Римской империй, предоставляющих особые права монархам Австрии и закрепляющих фактическую независимость австрийского государства от Германии.
Сборник был составлен в 1358 году австрийским герцогом Рудольфом IV (1358—1365). В частности, в «Privilegium Maius» впервые упомянут новый титул правителей Австрии — эрцгерцог.

## Предпосылки
Издание «Privilegium Maius» было ответом Австрии на «Золотую буллу» 1356 года императора Карла IV, исключившую австрийских монархов из состава коллегии выборщиков императора. «Золотая булла» вводила в Германии олигархическую систему правления, а Австрия и ряд других крупных княжеств (прежде всего, Бавария) оставались за пределами круга курфюрстов, способных влиять на политику страны. В этой связи фабрикация Рудольфом IV документов об особых привилегиях Австрии стала попыткой, с одной стороны, повысить статус своего княжества внутри империи, а с другой — сделать его фактически независимым от императора.

## Состав
«Privilegium Maius» представлял собой сборник семи документов: письма древнеримских императоров Юлия Цезаря и Нерона, постановления германских императоров Генриха IV, Фридриха II, Генриха VII и Рудольфа I, а также «Privilegium Minus» императора Фридриха I. Из всех этих документов только «Privilegium Minus» был подлинным.

## Содержание
Согласно «Privilegium Maius», единственным обязательством австрийских монархов перед императорами было выставление солдат в случае войны с Венгрией. Любая другая служба зависела исключительно от воли герцога. Австрийский монарх не мог быть вызван на суд императора. В случае передачи ленов на территории Австрии, для инвеституры император сам должен был приехать в Австрию. В рейхстаге империи австрийский монарх имел права «пфальцэрцгерцога» — по старшинству сразу после курфюрстов. Император не мог иметь ленов на территории Австрии, а право верховного суда над всеми лицами, владеющими землями в государстве, предоставлялось герцогу. Подданные и вассалы герцога не могли обращаться к императору напрямую, минуя австрийского монарха. Любое вмешательство германского короля в политику герцога Австрии было объявлено незаконным. Австрийские земли Габсбургов были признаны нераздельным доменом, передающимся как по мужской, так и по женской линии габсбургского дома, причём герцог получал право свободы определения своего наследника.

## Значение
«Privilegium Maius» предоставлял беспрецедентные в Германии права австрийским герцогам, фактически превращая их в независимых от императора государей. Это заложило правовую основу созданию в течение следующих веков сильной Австрийской монархии, обособленной от Священной Римской империи.
Император Карл IV не признал подлинности «Privilegium Maius» и добился от Рудольфа IV отказа от использования титула эрцгерцога. Последующие императоры из Люксембургской династии также воздерживались от утверждения этого документа. Лишь после вступления на престол империи Фридриха III Габсбурга положение изменилось. В 1453 году он утвердил «Privilegium Maius». Уже его брат Альбрехт VI начал пользоваться титулом эрцгерцог, который вскоре был признан родовым в династии Габсбургов.
Впервые доказательства того, что «Privilegium Maius» является фальшивкой, были представлены в 1856 году.